# 田内幸一
田内 幸一（たのうち こういち、1931年1月3日 - 1996年11月18日）は、日本の経営学者。一橋大学名誉教授。
専攻はマーケティング論で、田島義博らと日本マーケティング学会の期成に関与したが発足時には早世、故人となった。

## 人物・経歴
満洲国奉天市出身。桐朋高等学校を経て、1954年一橋大学商学部卒業、1959年一橋大学大学院商学研究科博士課程単位取得退学。深見義一ゼミ出身。経営学者の田島義博第24代学習院院長は大学時代からの友人。
1959年文部教官に採用され一橋大学商学部助手に就任。1960年一橋大学商学部専任講師。シカゴ大学経済学部留学を経て、1965年一橋大学商学部助教授、1971年同教授。1984年文部省短期在外研究員としてミラノ大学でファッション産業研究に従事。1994年一橋大学を定年退官し、日本大学商学部教授に就任。一橋大学名誉教授の称号を受ける。1996年11月18日、肝不全のため死去。
門下に木綿良行（成城大学名誉教授）、阿部周造（元早稲田大学消費者行動研究所長）、相原修（成蹊大学名誉教授）、小山良（亜細亜大学名誉教授）、青木幸弘（元学習院大学副学長）、上田隆穂（学習院大学教授）、野口智雄（早稲田大学教授）、山下裕子（一橋大学教授）等がいる。
通商産業省産業構造審議会専門委員、通商産業省中小企業近代化審議会専門委員、内閣物価安定政策会議専門委員、文部省学術審議会専門委員、東京商工会議所商業活動調整協議会委員、厚生省中央環境衛生適正化審議会委員、通商産業省大規模小売店舗審議会委員、大蔵省専売事業審議会委員、日本電信電話公社経営懇談会委員、通商産業省カード社会への対応を考える研究会委員、大蔵省たばこ事業等審議会委員、通商産業省中小企業分野調整審議会委員等も歴任した。
パイオニアから発売されていたビデオディスクの商標レーザーディスクの命名者である。

## 出演番組
- ビジネス展望（NHK教育） - キャスター

## 著書
- 『コンビニエンス・ストア―　スーパーに挑む新しい小売り』（高丘季昭と共著）日本経済新聞社 (1975)
- 『マーケティングの基礎知識』（久保村隆祐、村田昭治と共編）有斐閣 (1976)
- 『現代マーケティングの基礎理論』（村田昭治と共著）同文館出版 (1981/04)
- 『パソコン活用のマーケティング』（高橋三雄と共著）日本経済新聞出版社 (1982/08)
- 『市場創造のマーケティング』三嶺書房 (1983/01)
- 『マーケティング (最新経営学基礎講座)』中央経済社 (1985/2/1)
- 『マーケティング』日経文庫 (1985/3/29)
- 『市場創造の課題と方法』千倉書房 (1991/10)